# Димитър Грозданов
 Тази статия е за художникът.  За дееца на ВМОРО вижте Димитър Грозданов (революционер).  
Димитър Грозданов (1951 – 2020) е български художник-авангардист и теоретик на изкуството.

## Биография
Роден е на 3 октомври 1951 година в град Генерал Тошево. Завършва история и теория на изкуството в Националната художествена академия през 1978 г. След 1989 г. е стипендиант в Швейцария, Франция, и Холандия (1993 стипендиант на Foundation BINZ 39, Цюрих; 1998 стипендиант на De Fabriek, Айндховен; 2001 стипендиант на Cite des Arts, Париж). Негови самостоятелни изложби са организирани, освен в България, също и в Германия, Холандия, Тунис и Турция.
Основава през 1991 г. фестивала „Процес-пространство“ в Балчик. Президент е на Триенале София’96. Куратор на множество изложби, между които „Тухлата“, „Ухото на Ван Гог“, „Лабиринт“, „Голямата графика“, „Безопасна игла“ и др.
Като теоретик се изявява, докато е главен редактор на списанията „Изкуство“ и „Изкуство – Art in Bulgaria“. В Съюза на българските художници завежда международната дейност.
Умира на 24 януари 2020 г.

## Изложби
- март 1997: С черни очи, галерия XXL, София (самостоятелна изложба)
- 23 ноември – 13 декември 2011: Инсталация 8, Изложбен център „Шипка“ 6, София [3]
- 30 март – 17 април 2017: Сянка в черното, Изложбен център „Шипка“ 6, София[4]
- 3 октомври 2022: От въглен към огън – мемориална изложба, София, галерия „Райко Алексиев“[5]